# Лукіянович Денис Якович

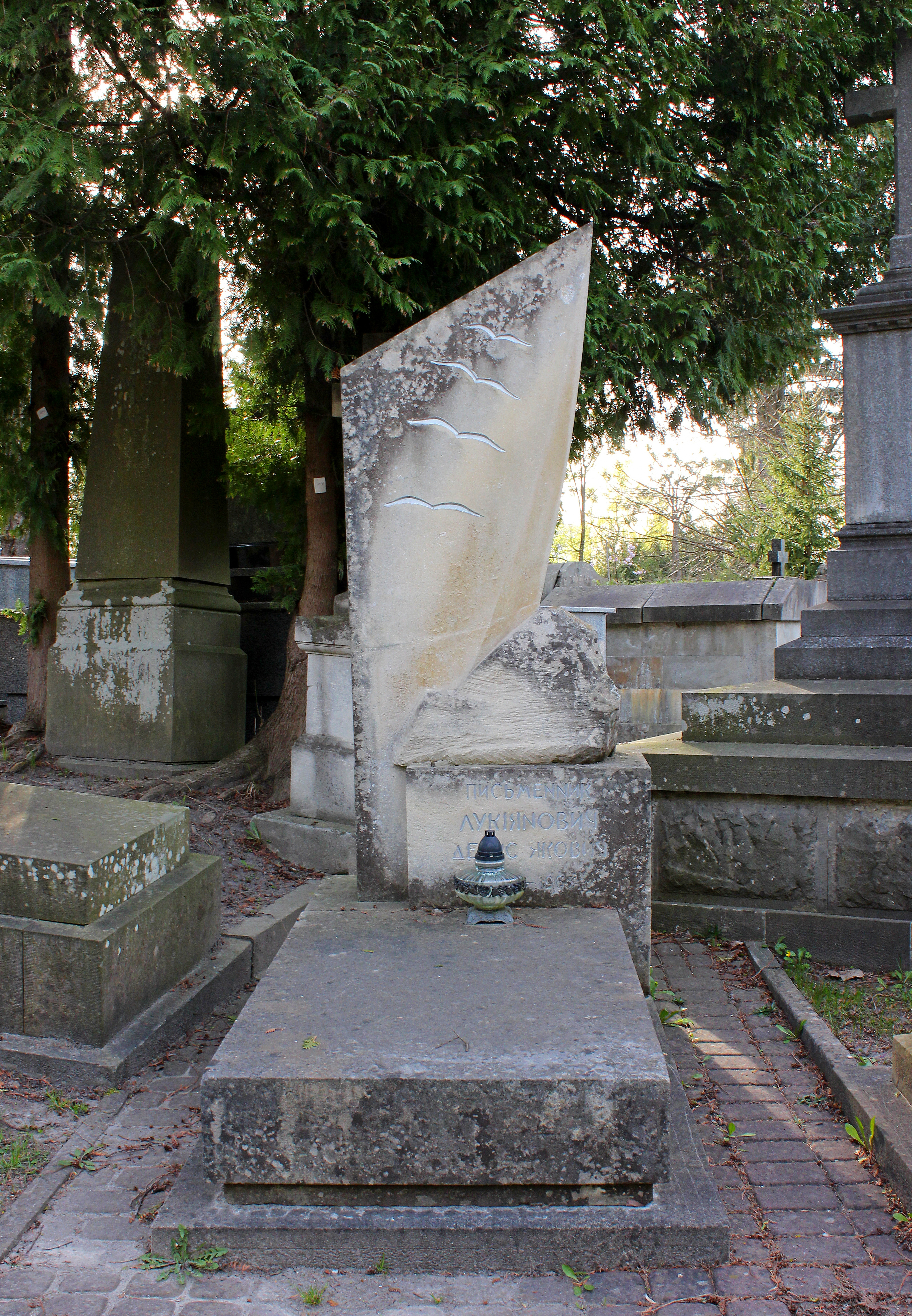

Дени́с Я́кович Лукіяно́вич (псевдоніми і криптоніми — Л. Журбенко, Ів. Левицький, Л. Городничий, Ів. Макуха, Некритик, А. Б., Б. П. та інші; 13 вересня 1873, село Городниця, нині Гусятинського району Тернопільської області — 28 січня 1965, Львів) — український письменник, літературознавець, педагог.

## Життєпис
Народився 13 вересня 1873 року в селі Городниця (Королівство Галичини та Володимирії, Австро-Угорська імперія, нині Гусятинського району Тернопільської області) у родині богослова за освітою та вчителя за фахом. 
Навчався у Станиславівській цісарсько-королівській гімназії. Денис був активним, радикально налаштованим гімназистом. Організував таємний гурток «Поступ», за що 1890 року його виключили з гімназії. Матуру (іспит на атестат зрілості) склав екстерном.
1900 року закінчив юридичний факультет Львівського університету, 1907 року — філософський факультет Чернівецького університету.
Майже все життя займався викладацькою роботою, громадською працею. 1905 року редагував журнал «Дзвінок».
Після Другої світової війни — доцент кафедри української літератури у Львівському університеті.
Помер 28 січня 1965 року у Львові на 92-му році життя. Похований на 58 полі Личаківського цвинтаря (недалеко від вчителів, друзів — Івана Франка, Соломії Крушельницької).

## Творчість
Як прозаїк Денис Лукіянович дебютував 1889 року оповіданням «Сабашева вечеря».

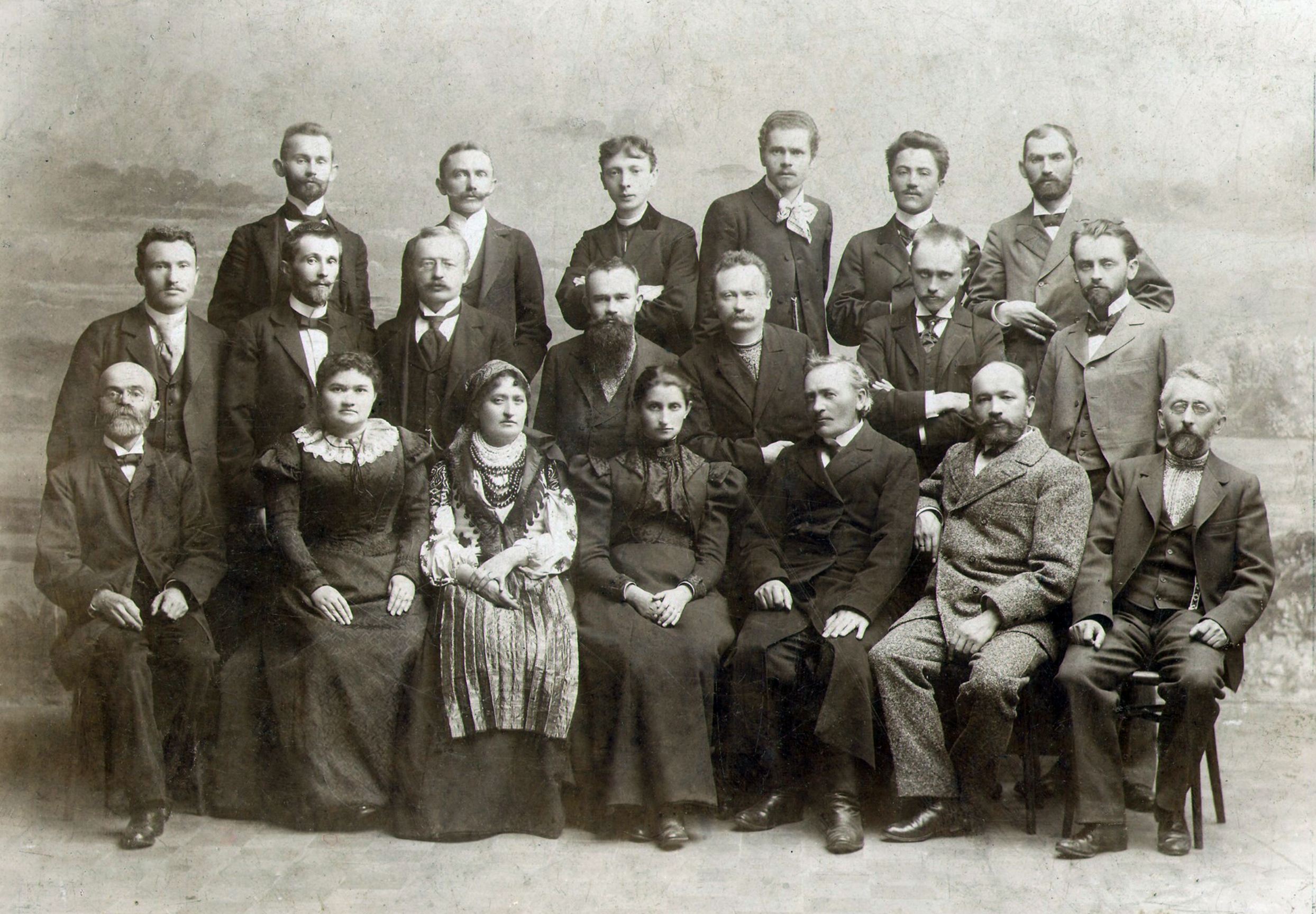
Учасники з'їзду українських письменників у Львові з нагоди 100-річчя виходу в світ «Енеїди» Котляревського, 1898 р: Сидять у першому ряду: Михайло Павлик, Євгенія Ярошинська, Наталія Кобринська, Ольга Кобилянська, Сильвестр Лепкий, Андрій Чайковський, Кость Паньківський (старший). Стоять у другому ряду: Іван Копач, Володимир Гнатюк, Осип Маковей, Михайло Грушевський, Іван Франко, Олександр Колесса, Богдан Лепкий. Стоять у третьому ряду: Іван Петрушевич, Філарет Колесса, Йосип Кишакевич, Іван Труш, Денис Лукіянович, Микола Івасюк.

1895 року вийшла збірка «Новели» — невелика за обсягом книжка, яка містила 5 новел психологічного плану. Наступного року письменник опублікував цикл образків «Мої проходи».
Друга збірка Дениса Лукіяновича — «Ескізи та оповідання» (1897) — теж об'єднала малу прозу.
1899 року вийшла книга «Багнітки», де автор змалював родинне життя інтелігента, незлагоди між подружжям.
У творчому доробку Лукіяновича є твори й великої форми — дилогія з двох повістей «За Кадильну» (1902) та «Від кривди» (1904), роман «Філістер» (1909).
Про повість «За Кадильну» Іван Франко писав, як про «цікавий образ безплідної боротьби селянства за общинну землю, відняту у общини паном».
Популярним серед сучасників був роман Лукіяновича «Філістер», підписаний псевдонімом Л. Журбенко і присвячений «пані Марії Грушевській», дружині Михайла Грушевського. Цей багатопроблемний твір про інтелігенцію. Він порушує чимало болючих для українців питань, у ньому — живий відгомін політичних подій у Галичині кінця 19 — початку 20 століття, зокрема, виборів до парламенту та сейму, широкого просвітницького руху. Є згадки про страйк 1902 року, студентські виступи у Львові, вбивство намісника цісаря в Галичині тощо. Фабулу роману складає доля родини отця Кульчицького.
Денис Лукіянович — автор низки творів стрілецької тематики. Герої цих творів шукають шляхів до січових стрільців, прагнуть стати під стяг Вільної України: збірка «Під свій прапор» (1917); «Але не просто народжений» (1925); дев'ять оповідань збірки «Я — з більшістю» (1934 та 1935).
Після 1946 року Лукіянович виступав як публіцист, критик,мемуарист. У творах торкався, зокрема, й теми німецької окупації Галичини часів Першої світової війни (оповідання «Люська» та «Куна»). Не уникав у ці роки кон'юнктурності, пишучи про «возз'єднання» Західної та Радянської України («Друга присяга», «Незабутні дні»). Про письменника згадував у своїх мемуарах А. Дімаров, який працював у п'ятдесяті роки у Львівському книжково-журнальному видавництві:
|  | Денис Якович Лук'янович був повним антиподом Яцківу. Ходив поважно, носив випещену бороду так, наче позичив її в апостола і боявся загубити. Весь час був заклопотаний власним здоров'ям… Реліктові уламки часів Франца-Йосифа, вони не могли вписатися в чужу для них радянську дійсність, як не намагалися їх перевиховати міськком, обком і райкоми. Пам'ятаю, як десь у п'ятдесят п'ятому році до видавництва надійшла з обкому команда: послати обох дідів у передові колгоспи на Львівщині. Нехай напишуть по нарисові, і видати ті нариси щонайбільшим накладом… Нарис Лук'яновича мав назву..."Партійні достойники"… "Іду, роздивляюсь, - писав Лук'янович. - Довкола хати, як хати, точнісінько такі, як за тамтої Польщі… Аж ось іще одна вулиця. Тут уже не хати - палаци, всі до одного цегляні, під червоною черепицею, наче партійними квитками накриті. "Тутай жиють партійні достойники". Повели старого й на птахоферму. "А там півень товче курку, як партійний безпартійного". Читали, перечитували. Реготали до сліз. Аж ось дзвінок із обкому: "Коли будуть книжки Лук'яновича і Яцківа? — Боюсь, що ніколи… Бо їх не пропустить жодна цензура…" |

1956 року вийшла біографічна повість «Франко і Беркут», у центрі якої — молодий Іван Франко.
Автор літературно-критичних праць про творчість Тараса Шевченка, Івана Франка, Ольги Кобилянської.

## Вшанування
У 1993 р. в с. Городниця встановлено пам'ятник Д.Лукіяновичу, відкрито пам'ятну дошку в Будинку культури.
На честь науковця названо вулиці: Галицького району в м. Львові, у Тернополі.

## Видання творів
- Франко і Беркут: Біографічна повість. — К.: Радянський письменник, 1956. — 182 с.
- Вибрані твори. — К.: Дніпро, 1973. — 235 с.
- На вахцимрі; Ландвійт скинувся; Перед святом «свободи» // Образки з життя: Оповідання, новели, нариси. — Львів, 1989. — С. 221—249.
- Ландвійт скинувся // Українська новелістика кінця XIX — початку XX ст. — К., 1989. — С. 408—414.
- Повісті. — Львів: Каменяр, 1990. — 213 с. — (Бібліотека «Карпати»).
- За Кадильну: Уривок з повісті // Тернопіль: Тернопільщина літературна. — Тернопіль, 1991. — Додаток 2. — С. 24—26.
- Маківка — гора невмирущої стрілецької слави. — Львів, 2005. — 150 с.